# 妙蓮寺站
妙蓮寺站（日语：／ Myōrenji eki */?）是一個位於神奈川縣橫濱市港北區菊名一丁目，屬於東急電鐵東橫線的鐵路車站。車站編號是TY17。

## 歷史
- 1926年（大正15年）2月14日 - 此站啟用，當時稱為妙蓮寺前站[3]。並設有橫渡線連結貨物線。
- 1931年（昭和6年）1月1日 - 車站改稱妙蓮寺站。
- 1935年（昭和10年） - 車站貨物月台拆去。
- 1965年（昭和40年） - 撤除橫渡線。廢除站內平交道，改設地下道。
- 2002年（平成14年）6月 - 開設下行線月台之閘口[4]。

## 車站結構
本站為側式月台2面2線地面車站。因地形關係，菊名站方向的月台是高架式，並有緊急用月台延長段（平時以柵欄隔開），白樂站方向月台與地面同高。
上下月台的白樂站方向皆有剪票口，分別為正面口與東口，月台間有地下通道連通。東口是在2002年增設，在這之前僅有上行月台的正面口一處剪票口。站內亦設有候車室（上下月台）與廁所（上行月台）。

### 月台配置
| 月台 | 路線   | 方向 | 目的地                                                   |
| ---- | ------ | ---- | -------------------------------------------------------- |
| 1    | 東橫線 | 下行 | 橫濱、 港未來21線 元町·中華街方向                        |
| 2    | 東橫線 | 上行 | 澀谷、 副都心線 池袋、 池袋線 所澤、 東上本線 川越市方向 |

（來源：東急電鐵:車站構內圖（页面存档备份，存于））

## 使用情況
2016年度1日平均上下車人次為25,431人。
近年1日平均上下、上車人次如下表。
| 年度               | 1日平均 上下車人次 | 1日平均 上車人次 | 來源     |
| ------------------ | ------------------ | ---------------- | -------- |
| 1980年（昭和55年） |                    | 13,781           |          |
| 1981年（昭和56年） |                    | 14,170           |          |
| 1982年（昭和57年） |                    | 14,362           |          |
| 1983年（昭和58年） |                    | 14,628           |          |
| 1984年（昭和59年） |                    | 14,696           |          |
| 1985年（昭和60年） |                    | 14,896           |          |
| 1986年（昭和61年） |                    | 15,258           |          |
| 1987年（昭和62年） |                    | 15,626           |          |
| 1988年（昭和63年） |                    | 16,058           |          |
| 1989年（平成元年） |                    | 16,337           |          |
| 1990年（平成02年） |                    | 16,838           |          |
| 1991年（平成03年） |                    | 16,956           |          |
| 1992年（平成04年） |                    | 16,701           |          |
| 1993年（平成05年） |                    | 16,687           |          |
| 1994年（平成06年） |                    | 16,832           |          |
| 1995年（平成07年） |                    | 16,719           | [ * 1 ]  |
| 1996年（平成08年） |                    | 16,481           |          |
| 1997年（平成09年） |                    | 16,254           |          |
| 1998年（平成10年） |                    | 15,556           | [ * 2 ]  |
| 1999年（平成11年） |                    | 15,182           | [ * 3 ]  |
| 2000年（平成12年） |                    | 14,615           | [ * 3 ]  |
| 2001年（平成13年） |                    | 14,390           | [ * 4 ]  |
| 2002年（平成14年） | 27,448             | 14,012           | [ * 5 ]  |
| 2003年（平成15年） | 27,073             | 13,805           | [ * 6 ]  |
| 2004年（平成16年） | 26,448             | 13,575           | [ * 7 ]  |
| 2005年（平成17年） | 25,797             | 13,092           | [ * 8 ]  |
| 2006年（平成18年） | 24,926             | 12,630           | [ * 9 ]  |
| 2007年（平成19年） | 24,955             | 12,610           | [ * 10 ] |
| 2008年（平成20年） | 25,094             | 12,753           | [ * 11 ] |
| 2009年（平成21年） | 24,757             | 12,526           | [ * 12 ] |
| 2010年（平成22年） | 24,538             | 12,367           | [ * 13 ] |
| 2011年（平成23年） | 24,216             | 12,211           | [ * 14 ] |
| 2012年（平成24年） | 24,510             | 12,361           | [ * 15 ] |
| 2013年（平成25年） | 25,054             | 12,572           | [ * 16 ] |
| 2014年（平成26年） | 24,497             | 12,265           | [ * 17 ] |
| 2015年（平成27年） | 25,063             | 12,538           |          |
| 2016年（平成28年） | 25,431             |                  |          |

## 車站周邊
周邊是寧靜的住宅區，站旁緊鄰平交道。
- 妙蓮寺（日语：妙蓮寺 (横浜市港北区)）[11]
- 妙蓮寺站前商店街（妙蓮寺Niconico會）[11]
- 橫濱銀行妙蓮寺支店
- 里索那銀行綱島支店妙蓮寺出張所
- 橫濱妙蓮寺郵便局
- 新橫濱相和診所（ソーワクリニック）橫濱綜合健診中心
- 菊名池公園[11]
  - 菊名池公園游泳池[11]
- 橫濱市立港北小學校
- 武相中學校、高等學校（日语：武相中学校・高等学校）
- OK Store（日语：オーケー）妙蓮寺店

### 巴士路線
- 橫濱市營巴士最近的巴士站在菊名池公園附近的水道道（日语：横浜市主要地方道85号鶴見站三ツ沢線）上。
- 菊名橋巴士站（本站步行約3分鐘）

| 乘車處 | 系統 | 主要行經地                 | 目的地         |
| ------ | ---- | -------------------------- | -------------- |
| 南側   | 38   | 六角橋                     | 東神奈川站西口 |
| 南側   | 38   | 六角橋 東神奈川站西口      | 橫濱站西口     |
| 南側   | 291  | 北輕井澤                   | 橫濱站西口     |
| 北側   | 38   | 東高校 新子安站 淺野學園前 | 鶴見站西口     |
| 北側   | 291  | 松見町2丁目                | 大口站         |

- 川崎鶴見臨港巴士最近的巴士站在舊綱島街道（日语：東京都道・神奈川県道2号東京丸子横浜線）上。

| 系統 | 主要行經地                           | 目的地               |
| ---- | ------------------------------------ | -------------------- |
| 鶴01 | 菊名站前、松見町、東高校入口、馬場町 | 菊名站（鶴見站西口） |

站前道路（舊綱島街道）是狹窄的單行道，沒有巴士總站與站前廣場，巴士也無法駛入。

## 圖片

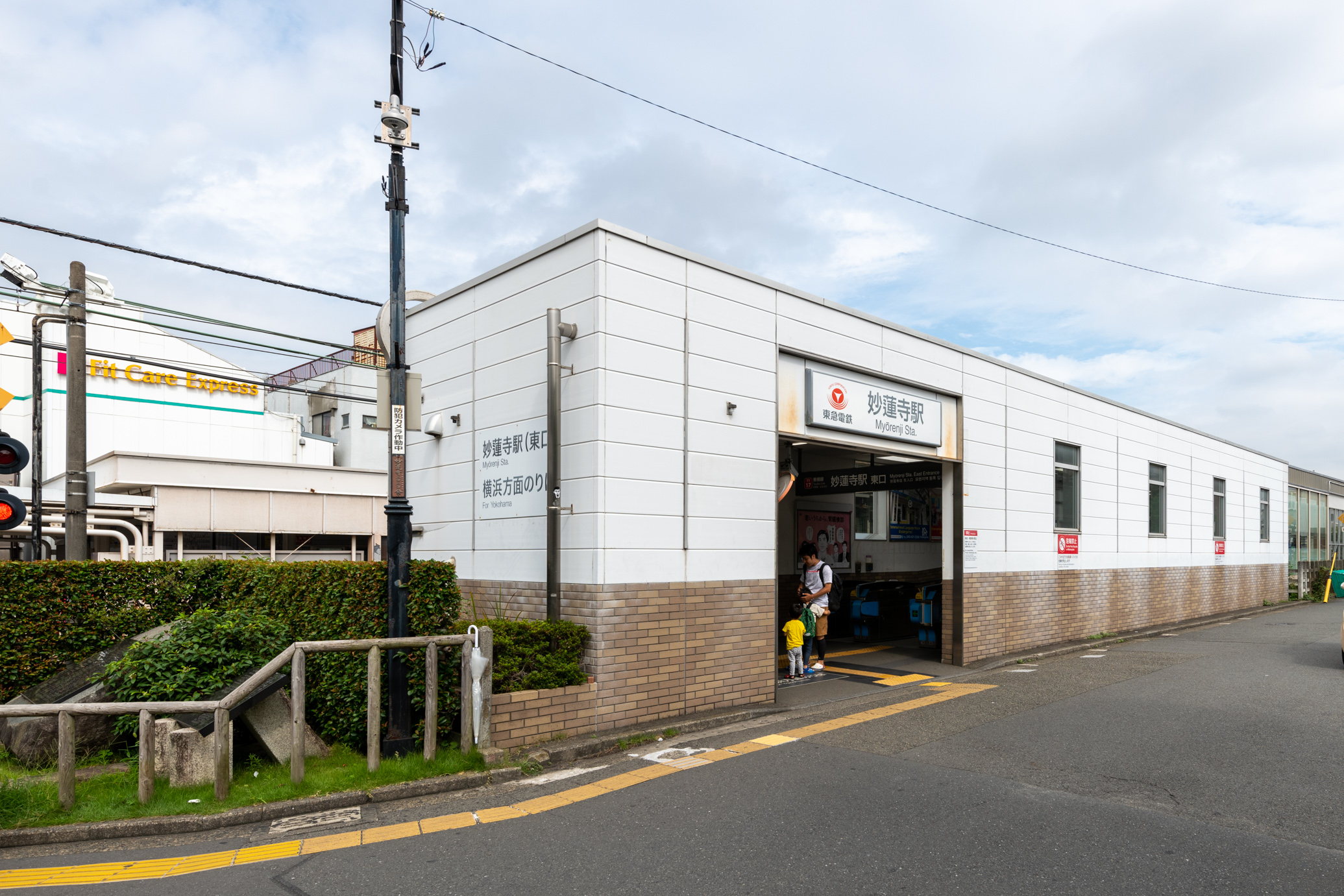
東口
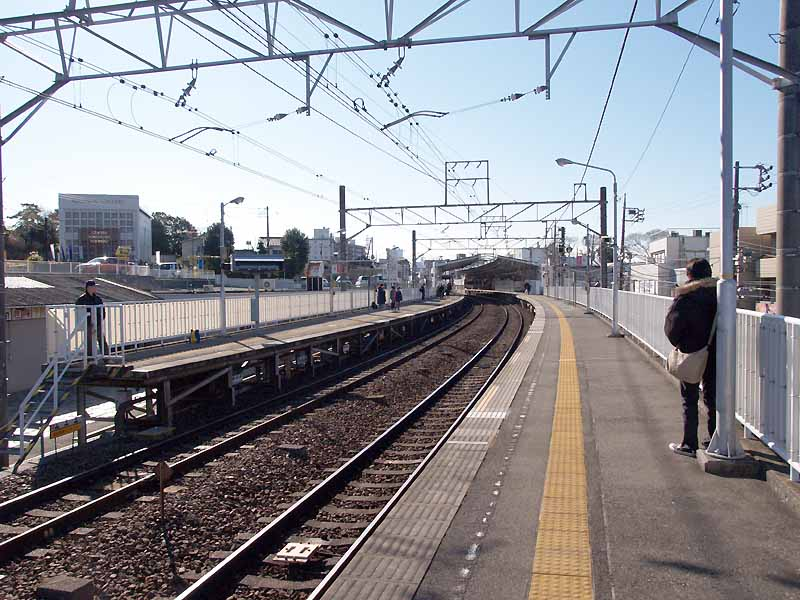
從上行月台澀谷側望向橫濱方向
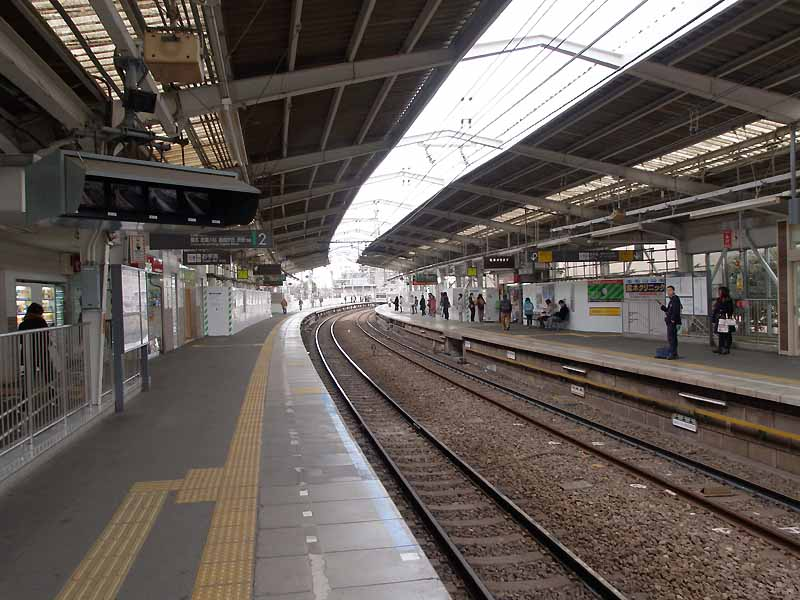
從上行月台橫濱側望向澀谷方向

## 站名由來
因妙蓮寺曾提供土地給東横線，因此設站後命名為妙蓮寺前站。

## 相鄰車站
東急電鐵
 東橫線
■特急、□通勤特急、■急行
通過
■各站停車
菊名（TY16）－妙蓮寺（TY17）－白樂（TY18）

## 延伸閱讀
- 宮田道一. . JTBパブリッシング. 2008-09-01. ISBN 9784533071669.

## 外部連結
- 妙蓮寺（各站資訊） - 東急電鐵